# Герб комуни Тьєрп
Герб комуни Тьєрп (швед. Tierps kommunvapen) — символ шведської адміністративно-територіальної одиниці місцевого самоврядування комуни Тьєрп.

## Історія
Герб комуни Тьєрп був зареєстрований 1977 року.

## Опис (блазон)
У червоному полі золота гілочка хмелю з шишкою і двома листочками.

## Зміст
Герад (територіальна сотня) Тьєрп у 1456 році використовувала печатку з трьома шишками хмелю. З 1950-х років на гербі містечка (чепінга) Тьєрп було зображено зелену гілочку хмелю з трьома шишками у золотому полі, а на гербі ландскомуни Тьєрп — цей же сюжет в обернених кольорах. Після адміністративно-територіальної реформи, проведеної в Швеції на початку 1970-х років, гілочка хмелю потрапила й на герб комуни Тьєрп.